# Космос-1531
Космос-1531 је један од преко 2400 совјетских вјештачких сателита лансираних у оквиру програма Космос.
Космос-1531 је лансиран са космодрома Плесецк, СССР, 11. јануара 1984. Ракета-носач Космос је поставила сателит у орбиту око планете Земље. Маса сателита при лансирању је износила 810 килограма. Космос-1531 је био војни навигациони сателит.